# Hydroglyphus erannus
Hydroglyphus erannus är en skalbaggsart som först beskrevs av Guignot 1956.  Hydroglyphus erannus ingår i släktet Hydroglyphus och familjen dykare. Inga underarter finns listade i Catalogue of Life.